# ريكاردو غلين
ريكاردو غلين (بالإسبانية: Ricardo Glenn)‏ (1 مايو 1990 بديترويت في الولايات المتحدة - ) هو لاعب كرة سلة أوروغواني في مركز الوسط. لعب مع BC Prykarpattia-Hoverla ‏.

## وصلات خارجية
- ريكاردو غلين على موقع كرة السلة الأوروبية.كوم (الإنجليزية)
- ريكاردو غلين على موقع كلية كرة السلة في سبورتس رفرنس.كوم (الإنجليزية)
- ريكاردو غلين على موقع ريلجم (الإنجليزية)
- ريكاردو غلين على موقع بروبوليرز (الإنجليزية)